# Swissman Xtreme Triathlon

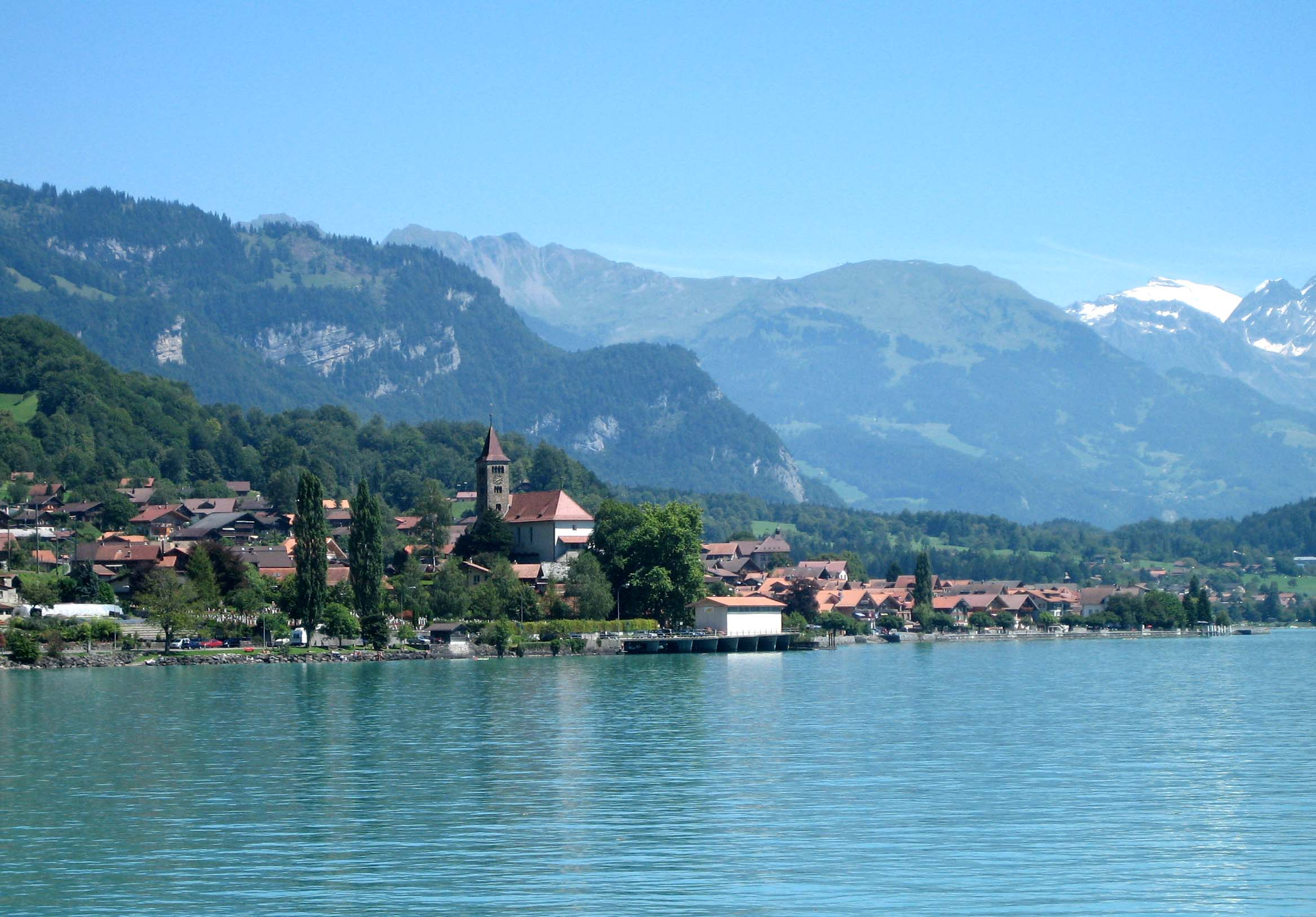
Blick über den Brienzersee auf die Gemeinde Brienz

Der Swissman Xtreme Triathlon ist eine Triathlon-Sportveranstaltung über die Ironman-Distanz (3,86 km Schwimmen, 180,2 km Radfahren und 42,195 km Laufen), die durch die Schweizer Kantone Tessin, Uri, Wallis und Bern führt. Er findet seit 2013 jährlich im Juni statt.

## Organisation
Der Swissman bildet zusammen mit dem Norseman (in Norwegen) und Celtman (in Schottland) die Reihe der Xtreme-Triathlons. Die Erst- und Zweitplatzierten qualifizieren sich für die Xtri Weltmeisterschaften beim Norseman Xtreme Triathlon in Norwegen.   

### Geschichte
Das Rennen über die Ironman-Distanz wurde erstmals 2013 mit 50 Startplätzen ausgetragen. Bei der zweiten Austragung 2014 starteten 200 Athleten.
2016 musste witterungsbedingt das Schwimmen abgesagt und durch einen Lauf über vier Kilometer ersetzt werden. Im Jahr 2018 war das Rennen auf 250 Startplätze beschränkt, es erreichten 213 von 239 gestarteten Athleten das Ziel.
2019 musste die Schwimmdistanz witterungsbedingt von 3,8 km auf 1 km verkürzt werden.
Im Jahr 2021 fand eine virtuelle Ausgabe des Swissman statt. Bei der zehnten Austragung im Juni 2024 waren hier 238 Athleten am Start, 177 – 27 Frauen und 150 Männer – kamen ans Ziel.

### Streckenverlauf
Jeder Starter hat verpflichtend einen «Supporter» auf der Laufstrecke dabei, der ihn mit dem Rad oder zu Fuss begleitet und mit Verpflegung sowie Kleidung versorgt. Auf den letzten 13 km muss der Begleiter mit dem Athleten mitlaufen.
- Die Schwimmdistanz startet im Lago Maggiore vor den Inseln von Brissago und verläuft über 3,8 km nach Ascona.
- Die Raddistanz über 180 km und 3770 hm geht von Ascona durch Bellinzona über die drei Alpenpässe Gotthard (2107 m ü. M.), Furka (2429 m ü. M.) und Grimsel (2164 m ü. M.) nach Brienz.
- Der abschliessende Marathonlauf mit 1990 hm startet in Brienz und endet auf der Kleinen Scheidegg (2061 m ü. M.)[8].

### Streckenrekorde
- Frauen:  Emma Pooley, 12:39 h (2013)
- Männer:  Michał Rajca, 11:23 h (2018)[9]

## Siegerliste
| Jahr          | Erster Platz             | Zweiter Platz        | Dritter Platz          |
| ------------- | ------------------------ | -------------------- | ---------------------- |
| 2025          |                          |                      |                        |
| 22. Juni 2024 | Christophe Martignier    | Patrik Ericsson      | Maximilian Kirmeier    |
| 22. Juni 2023 | Ramon Krebs              | Patrik Ericsson      | Joël Jound             |
| 25. Juni 2022 | Hans Christian Tungevisk | Urs Müller           | Patrik Ericsson        |
| 22. Juni 2019 | Mathias Nüesch           | Stefan Graf          | Lorenz Erland Linde    |
| 23. Juni 2018 | Michał Rajca SR          | Christian Rutschmann | Gabriel Hopf           |
| 26. Juni 2017 | Alain Friedrich          | Gabriel Hopf         | Trond Atle Smedsrud    |
| 25. Juni 2016 | Allan Hovda              | Andreas Wolpert      | Sebastian Bräuer       |
| 22. Juni 2015 | Rafael Wyss              | Andreas Wolpert      | Kjetil Hagtvedt Dammen |
| 21. Juni 2014 | Andreas Wolpert          | Mike Schifferle      | Rafael Wyss            |
| 28. Juni 2013 | Markus Stierli           | Rafael Wyss          | Andrea Zamboni         |

| Jahr | Erster Platz       | Zweiter Platz         | Dritter Platz      |
| ---- | ------------------ | --------------------- | ------------------ |
| 2025 |                    |                       |                    |
| 2024 | Andrea Rösch       | Cindy Friebel         | Michela Segalada   |
| 2023 | Nikoline Haugen    | Sonja Tajsich         | Sandra Wolf        |
| 2022 | Flora Colledge -3- | Elena Cavallasca      | Andrea Rösch       |
| 2019 | Flora Colledge -2- | Julia Nikolopoulos    | Heleen de Hooge    |
| 2018 | Flora Colledge     | Jacqueline Schmid     | Julia Nikolopoulos |
| 2017 | Tabea Ruegge       | Julie Flakne Andresen | Cornelia Käser     |
| 2016 | Lise Lavoll Borgen | Julia Nikolopoulos    | Nicole Hofer       |
| 2015 | Nina Brenn         | Julia Nikolopoulos    | Alexandra Hagspiel |
| 2014 | Barbara Bracher    | Julia Nikolopoulos    | Alexandra Mitschke |
| 2013 | Emma Pooley SR     | Andrea Huser          | Julia Nikolopoulos |

(SR: Streckenrekord)